# اجسام آشوف

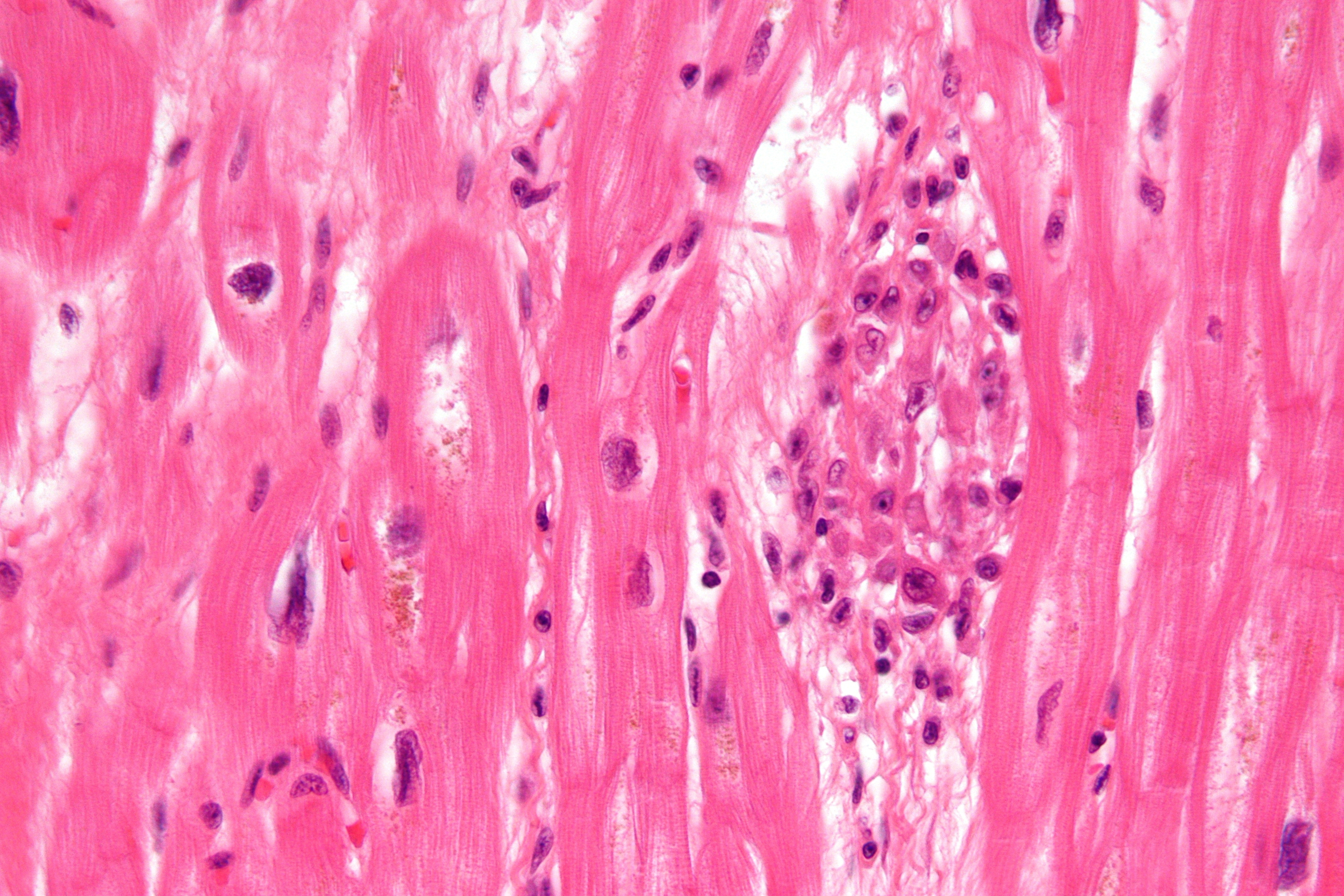
اجسام آشوف ساختارهای میکروسکوپی هستند که در بیماران مبتلا به تب روماتیسمی دیده می‌شوند.

اجسام آشوف (Aschoff bodies)، در پزشکی، ندول‌هایی هستند که در قلب افرادی با تب روماتیسمی یافت می‌شوند. این اجسام ناشی از التهاب در عضله قلب و اختصاصی بیماری‌های روماتیسمی قلبی هستند. این گره‌ها به‌طور جداگانه توسط لودویگ آشوف (Ludwig Aschoff) و پل رودوف گایپل (Paul Rudolf Geipel) کشف شدند و به همین علت گاهی اجسام آشوف-گایپل(Aschoff-Geipel bodies) نامیده می‌شود.

## ظاهر
از لحاظ میکروسکوپیک، اجسام آشوف، قسمت‌هایی با التهاب بافت همبند قلب یا التهاب بینابینی کانونی است. اجسام آشوف کاملاً توسعه یافته ساختارهای گرانولوماتیک شامل تغییر فیبرینوئید، ارتشاح لنفوسیتی، پلاسماسل به صورت گاه به گاه، و به‌طور اختصاصی ماکروفاژهای غیرطبیعی در اطراف مراکز نکروزه است. بعضی از این ماکروفاژها ممکن است به هم بپیوندند تا سلول‌های غول پیکر چند هسته ای تشکیل دهند. بعضی دیگر ممکن است سلول‌های آنیچکو (Anitschkow) یا سلول‌های کاترپیلار باشند که به خاطر ظاهر کروماتین آنها نامگذاری شده‌است.
آنها فوکوس‌های پاتوگنومیک از نکروز فیبرینوئید در جاهای بسیاری، (اغلب میوکارد) می‌باشد. در ابتدا آنها توسط لنفوسیت‌ها، ماکروفاژها و پلاسما سل‌ها، احاطه می‌شوند. اما به آرامی اسکار فیبری جایگزین آن‌ها می‌شود. اجسام Aschoff در تمام سه لایه از قلب دیده می‌شوند و حداقل شانس در پرده دور قلب است.

## حضور در ضایعات قلب
تظاهرات قلبی تب روماتیسمی به صورت درگیری التهابی کانونی بافت بینابینی در تمام سه لایهٔ قلب، یک تغییر پاتولوژیک به نام پانکاردیت (pancarditis) هستند. ویژگی پاتوگنومونیک (اختصاصی) پانکاردیت در مورد بیماری‌های روماتیسمی قلب، وجود ندول‌های آشوف یا اجسام آشوف است.

## توصیف جزئی
ندول‌های آشوف تجمعات لنفوسیت T، به ندرت پلاسماسل، و ماکروفاژهای فعال (سلول آنیچکو) برای تب روماتیسمی اختصاصی است. این ماکروفاژها دارای سیتوپلاسم فراوان و هسته گرد مرکزی هستند، که در آنها کروماتین به صورت یک روبان مواج مرکزی بلند و باریک فشرده شده، به همین دلیل گاهی «سلول‌های کاترپیلار» نامیده می‌شود.
آنها به خصوص در مجاورت عروق خونی کوچک در میوکارد و اندوکارد و گاهی هم در پریکارد قرار می‌گیرند، و همچنین در ادوانتیسِ قسمت پروگزیمال آئورت. ضایعات شبیه به ندول‌های آشوف نیز ممکن است در بافت‌های خارج قلب یافت شود.